# FC Buffalo
El FC Buffalo es un equipo de fútbol de Estados Unidos que juega en la USL League Two, la cuarta división nacional.

## Historia
El FC Buffalo se unió a la NPSL en 2009 como equipo de expansión para la temporada de 2010 teniendo como sede el Demske Complex en Canisius University además del Robert E. Rich All High Stadium. El club realizó un concurso para los aficionados para elegir el apodo del club, tema que estuvo por años hasta que eligieron el de "Blitzers" en alusión al comentarista de la CNN Wolf Blitzer cuando entrevistó a los dueños del club Nick Mendola y Scott Frauenhofer cuando hablaron del concurso en el programa "The Situation Room" de CNN. En su primera temporada los Blitzers ganaron seis partidos, con dos empates y cuatro derrotas, y fue el único equipo que venció al ganador de la Keystone Conference FC Sonic.
El 8 de diciembre de 2010 los Blitzers despidieron al entrenador Jim Hesch, siendo reemplazado 10 días después por Daniel Krzyzanowicz, que trabajó para Medaille Mavericks y los clasificó al torneo de la NCAA en cinco ocasiones y accedió a la ronda de Sweet Sixteen en 2010.
En 2011 los Blitzers ganaron cinco partidos con un empate y seis derrotas, temporada en la que enfrentaron en un partido amistoso al Bedlington Terriers FC en la edición inaugural de la Bedlington Cup, partido que ganaron los Blitzers por 5–1 con estadio lleno. El partido fue grabado por la cadena BBC en un documental que llamaron Mr Rich and The Terriers
La mascota del equipo se llama Wolf Blitzer en alusión a los lobos invernales. En la temporada de 2012 vendieron todas las entradas para sus partidos de local. El FC Buffalo contó con su primer jugador seleccionado en el Draft de la Major League Soccer el 17 de enero de 2012 cuando el centrocampista Krystian Witkowski fue seleccionado en la segunda ronda por el Philadelphia Union. Al año siguiente fue seleccionado otro jugador en el Draft cuando el goleador Mike Reidy fue seleccionado en la posición 71 global por el Sporting KC.
El 20 de noviembre de 2012 el FC Buffalo contrató como entrenador a Brendan Murphy, nativo de Buffalo que fue campeón universitario con St. Lawrence Saints. Logró la clasificación a los playoff por primera vez, donde perdieron en primera ronda 2-5 ante Erie Admirals.
La MLS en 2017 volvió a reclutar a un futbolista al elegir a Liam Callahan en la posición 24 global por los Colorado Rapids y a Russell Cicerone en la posición global 76 por los Portland Timbers. Semanas después Brendan Murphy fue contratado como entrenador de porteros en Rochester Rhinos, por lo que el FC Buffalo contrató a Frank Butcher como reemplazo, donde contó con los exfutbolistas John Grabowski y Casey Derkacz como asistentes.
Butcher fue el que llegó más rápido a 10 victorias en el club y en 2019 los llevó a hacer pretemporada en Alemania, donde el club jugó tres partidos, uno de ellos ante el FC St. Pauli II, además de enfrentar al Monarcas Morelia B y al FC St. Pauli.
El mclub promovió a Butcher en un puesto administrativo en 2021, por lo que Ryan "Ozzy" Osborne pasó a ser entrenador del primer equipo. Osborne venía de ganar la Great Lakes Conference con Cleveland SC.
El 9 de mayo de 2022 informó que sus partidos de local lo iba a jugar en Dobson Field de la D'Youville University mientras el All-High Stadium era renovado. Luego de terminadas las renovaciones, las escuelas públicas de Buffalo se negaron a que el equipo usara el estadio en la temporada 2023, por lo que se vieron forzados a jugar en el Williamsville South High School en los primeros partidos de la USL League Two. En abril de 2024 el club regresó a su sede original para la siguiente temporada.

## Rivalidades
El FC Buffalo reclama ser el principal rival del Erie en el llamado EC (Erie County) Derby. El enfrentamiento directo le da una ventaja al Erie que registra una racha de seis partidos sin perder.